# Šedokřídlec olšový
Šedokřídlec olšový (Euchoeca nebulata) je noční motýl z čeledi píďalkovitých (Geometridae). Je rozšířen v palearktické oblasti, od Evropy přes Rusko do Japonska.
Rozpětí křídel je 23–25 mm. Základní barva předního křídla je písčitě hnědá nebo oranžovo-krémová. Křídla mají velmi jemné a slabé tmavší příčné linie a krémově hnědé kostkované třásně. Můra létá od dubna do září v závislosti na lokalitě. Její larvy se živí na olších.